# 松崎善則
松崎 善則（まつざき よしのり、1974年2月22日 - ）は、日本の実業家。ユナイテッドアローズ代表取締役社長CEO。埼玉県川越市出身。

## 経歴
都内有名ホテルで数年間ホテルマンとして接客に従事した後、同社店舗で受けた接客に感銘し、ホテルを退社後1997年にアルバイトとしてユナイテッドアローズ に入社。その後、数店舗での店長、スーパーバイザー、販売課長、UA販売部長、販売戦略部長を経て、BY(beauty&youth)本部本部長などを歴任後、2013年に執行役員、2018年に常務取締役、2021年4月から現職。
BY本部時には複数のブランドを創出しマルチブランド戦略を元に出店拡大をし、同本部を社内最大の売上利益事業に成長させた。